# Lantfrid van Allemannië
Lantfrid was hertog van Allemannië van 710 tot zijn dood in 730. 
Tot 725 regeerde hij zijn vorstendom als min of meer onafhankelijk heerser, in nauwe samenwerking met zijn broer Theudebald. Lantfrid was een vooruitstrevend man die juridische hervormingen doorvoerde in zijn hertogdom. De recensio Lantfrida is daar getuige van. In 725 dwong Karel Martel hem het Frankische gezag, dat in de late Merovingische tijd danig verzwakt was, weer te erkennen. Bij zijn dood volgde zijn broer Theudebald hem op, maar diens gebied werd aanzienlijk ingeperkt door de Franken, tot de Neckarvallei en het oostelijk deel van het Zwarte Woud.